# 羅廷瑋
羅廷瑋（1989年11月22日—），中華民國政治人物，中國國民黨籍，生於臺中市，現任臺中市第六選舉區立法委員，曾任臺中市議會議員、臺中市南區工學里里長、臺中市第一屆青年事務審議委員會總召集人。2023年5月，被國民黨徵召參選臺中市第六選舉區立法委員，並於隔年一月的立委選舉中當選。
佢被一些媒體稱為「盧秀燕乾兒子」。

## 早年
羅廷瑋出生於臺中市，父親羅田弘為苗栗縣客家人，經營牛肉麵店。

## 從政

### 早期
他大學時代便是常上電視節目的小網紅，2007年擔任里長助理，2011年左右加入臺中市議會中國國民黨籍議員陳天汶的團隊，擔任前副議長助理。
2014年，太陽花學運期間，在自家經營的牛肉麵店發起「來店大喊支持反服貿，牛肉麵半價」活動。

### 里長
2014年，以無黨籍當選臺中市南區工學里里長。
2017年擔任臺中市政府成立之青年議會委員，獲選為總召，並擔任議長。期間因專業不足且以言語攻擊其他代表，被超過3分之1的代表連署罷免。

### 議員
2018年，以中國國民黨籍當選第三屆臺中市議員。2020年，當選臺中市議會中國國民黨黨團副書記長。
2022年連任臺中市議員。

### 立委
2023年獲中國國民黨提名參選臺中市第六選舉區立法委員，競選期間獲得民眾黨籍總統候選人柯文哲支持。
2024年1月，當選第十一屆立法委員，並於1月31日辭去議員職位，於2月1日就任立委。

#### 面臨罷免
在2024年，民眾發起「敲羅行動」意圖罷免羅廷瑋，而他也是首批被連署罷免的對象。第一階段提議書在2025年2月3日提交，中選會在2月27日表示第一階段通過。
罷免團體認為羅廷瑋的政治立場轉變得非常劇烈，缺乏一致性，進入國會後多參與政治攻防，但沒有看到有具體改善選區重大民生問題。罷免團體還批評羅廷瑋耍官威，甚至指控他以暴力方式問政。罷團領銜人林熲珉指出，羅廷瑋曾公開承諾「不打架」，但在立法院卻穿著護具、出拳鎖喉，形同暴力問政。而且事後他還刪除了舊文，背棄了承諾。面對罷免，他又大打悲情牌，聲稱罷免會讓一家七口生活困難，但實際上他名下擁有三間房產並出租，還有多張儲蓄保單，並在選區鋪天蓋地掛了很多看板，「一邊收租，一邊裝可憐」，毫無誠信。此外，罷免團體也批評他親中賣台，是「傅隨組織」，為個人政治利益，不惜將台中綁在傅崐萁駕駛的失速列車，令人民對政治感到錯愕、噁心與害怕。
自從罷免案成為焦點以來，羅廷瑋的連署書數量一度排在第一，仇恨值也名列前茅，甚至追上同樣具爭議性的黨友徐巧芯，成為罷免案的指標。就連大學老師吳都也投書媒體發公開信，批評羅廷瑋是「機會主義者」，並表示羅廷瑋「迷失在向上攀爬的權力遊戲而無法自拔」，更重申「我相信，終有一天，您會自食其果。」
公開支持不支持罷免她的，包括同黨的盧秀燕和許淑華等人，兩人都曾公開陪她宣傳反罷免。另外，民進黨的何欣純、郭昱晴、鍾佳濱、江肇國、陳雅惠、黃守達則多次出面呼籲罷免羅廷瑋。

## 爭議

### 性騷擾指控
2019年4月，台中市議會因花博專案爆發議事衝突，賴佳微指控羅廷瑋用下半身緊貼著她，讓她非常不舒服，覺得很噁心，她多次提醒他，對方仍不理會，反而口出「阿姨，歹勢，我沒有吃那麼辣」等羞辱女性的話。多位民進黨籍臺中市議員認為羅廷瑋的言行涉及言語霸凌、性別歧視，召開記者會譴責。對此，羅廷瑋回應在議會上難免有肢體碰觸。而台中市政府性平委員會委員認為羅廷瑋的舉動已經違反《性騷擾防治法》。賴佳微以性騷擾為由，對羅廷瑋提出告訴。最後臺中地檢署裁定不起訴。賴佳微不服，提出再議，臺灣高等檢察署臺中檢察分署核定駁回。
2019年10月，賴佳微指控羅廷瑋於中火與空污議題中，在議事廳靠近她，並且口出「我好想陪她玩喔。要我陪妳嗎？妳越講我就越要靠近」。賴因而向臺中市社會局提出性騷擾調查，委員會認定不成立。
2020年5月，時任衛福部長陳時中造訪一中商圈，賴佳微指控羅廷瑋故意靠近並且推擠他，再度提出性騷擾調查，最後認定不成立。
2022年12月，羅廷瑋以賴佳微在臉書標記自己的名字為由，以違反《跟蹤騷擾防制法》反告賴佳微。
賴佳微亦曾經同時指控，黃健豪是羅廷瑋是一同性騷擾、霸凌她時的最佳夥伴。二人常在攻防時利用左右夾擠的方式，將她控制在兩人中間。

### 涉嫌違規在火車站月台拉票
2023年7月30日，羅廷瑋當時身為立委候選人，穿著寫有自己名字以及立委候選人的背心，揹著選舉看板進入大慶車站月台，跟路過乘客打招呼。對此，台鐵指出羅廷瑋的行為已經涉嫌違反了「不得在站內進行政治性活動」的規定。

### 團隊涉嫌為郭台銘賄選
2023年12月，台中市議員江肇國指控，羅廷瑋的服務處主任石國勳等人以3萬元為郭台銘收購100份總統、副總統候選人連署書，涉嫌賄選。羅廷瑋透過書面表示與他無關。隔日，石國勳於宣布退出羅廷瑋競選團隊，直到選舉結束；而民進黨台中市黨部主任委員則到台中地檢署提交證據狀。

### 家族麵店違建佔用公有地
2023年12月，台中市議員江肇國指控，羅廷瑋家族經營的麵店騎樓長期占用國有地，店面則是大違建，同時違法占用臺中市府規劃的兒童遊樂場用地。羅廷瑋回應，經營者是自己的姐姐，向房東合法承租。台中市政府表示，該塊用地屬於被占用，但因為還沒有開發計畫，會請占用戶依法繳交使用補償金。
2025年3月，江肇國及媒體人溫朗東指出，該地占用時間長達26年，而且羅廷瑋曾以里長和台中市議員的身份不斷要求台中市政府不要開發該地。

### 使用暴力、年齡歧視和性別歧視
2024年5月，立法院因國會改革法案爆發肢體衝突，其間羅廷瑋不但對鍾佳濱使用鎖喉攻擊，還對吳思瑤說「妳那麼老了，給我閃邊」，又對吳思瑤、邱議瑩喊「阿姨不要吵」、「長輩不要吵」，被認為是使用暴力、年齡歧視和性別歧視。羅廷瑋認為相關影片經過剪輯和斷章取義，自己是被抹黑。

### 疑似違反利益迴避原則擔任採購標案評審
2024年7月，台中市環保局在一件預算5百萬的採購標案中，找來時任立委的羅廷瑋擔任評審，被質疑違反相關規定以及利益迴避原則，因為根據行政院公共工程委員會函釋，民意代表不得擔任機關採購評選委員會之專家學者委員。對此，行政院公共工程委員會提出「採購評選委員組織準則」修正草案，將增訂「機關不得遴選現任各級民代為評委（民意機關所辦理採購案不在此限）」之規定，被稱為是「羅廷瑋條款」。

### 被控施壓醫院高層
2025年3月，臺大醫院醫師施景中在臉書發文表示，某立委因為助理帶小孩到醫院看診不滿意，就發公文把國健署、健保署官員及醫院高層叫到辦公室責罵。網路上盛傳該立委為洪孟楷。3月11日台中市議員江肇國指出該立委為羅廷瑋，羅廷瑋表示為造謠抹黑。當晚台大醫院小兒科總醫師在醫師社群平台具名發文確有其事，3月12日記者再次致電該名醫師與台大醫院醫務秘書證實此事。
民主進步黨立委林月琴指出，通常不會如此處理，慣例是要在一周前通知業務單位，最遲也要提前一天告知。如果真的是非常緊急的情況，當天必須出席，也會先打電話跟業務單位說聲「歹勢」，然後再和單位確認可以派人出席後，才會發文。

### 出借手機作為犯案工具
2025年3月，媒體人溫朗東指出，羅廷瑋的繼兄曾在2013年犯下強盜罪，犯案工具包括羅廷瑋的手機門號。羅廷瑋回應，他沒涉案，而是擔任證人，不要攻擊他的家人。

### 錯誤聲東海上太陽能板平台全毀
2025年7月7日，羅廷瑋在Threads發文，聲稱颱風丹娜絲過境臺灣後「屏東海上太陽能板平台全毀」。對此，架設浮台的旭東科技及經濟部能源署表示，羅廷瑋文中所指的是用於測試抗風浪能力的平台，其中並無光電模組。羅廷瑋則刪除貼文，並批評旭東科技說謊。

### 罷免案期間被指不誠實披露家庭背景
在2025年的罷免案期間，羅廷瑋曾表示家庭情況不太好，擔心如果被罷免，一家七口會怎麼辦。結果罷免團體隨即翻出羅廷瑋擔任議員時期的財產申報表，質疑羅廷瑋名下擁有四間房子，其中兩間用來出租，還購買了十張終身壽險，保單也不便宜。罷團還質疑為什麼羅廷瑋養不起一家七口，但卻能夠負擔67塊看板。

### 罷免案期間助理被指侵犯版權
在2025年的罷免案期間，羅廷瑋的助理被知名網絡繪圖台派寶寶的作者指控，聲稱她竄改原圖並散播，將原本呼籲「同意罷免、回家投票」的圖卡內容改為「不同意罷免」，並在多個LINE群組及社交平台上散佈。創作者認為這個行為嚴重侵犯著作權，還扭曲了創作的原意，已經委託律師寄發存證信函，準備提起民事和刑事訴訟。

## 相關事件

### 中火絶食抗議
2020年06月24日，中火重啟2號燃煤機組，羅廷瑋與黃健豪2人在6月28日中午開始靜坐抗議，隔天中午改採絕食，要求中火回應。黃健豪最後暈倒，而羅廷瑋則被醫師診斷有熱衰竭症狀，在7月1日被強制送醫。

### 總預算案事件
2024年9月25日，鑒於行政院原民會對「原住民禁伐補償金」預算編列不足，國民黨與民眾黨決議聯手將總預算案退回程序委員會，要求行政院重新將如原住民禁伐補償、公糧收購、健保點值等該編列的法定預算編入，程序委員會並採舉手表決方式決議。羅廷瑋自稱因選區建設經費的考量，且黨團並未甲動投票而報備黨團不會跟進投票退回總預算之決定，在表決時投下「棄權票」。

## 選舉紀錄
| 年度 | 選舉屆數                   | 選舉區             | 所屬政黨   | 得票數  | 得票率 | 當選標記 |
| ---- | -------------------------- | ------------------ | ---------- | ------- | ------ | -------- |
| 2014 | 第二屆臺中市工學里里長選舉 | 臺中市南區工學里   | 無黨籍     | 1,509   | 41.19% |          |
| 2018 | 第三屆臺中市議員選舉       | 臺中市第十一選舉區 | 中國國民黨 | 19,819  | 18.78% |          |
| 2022 | 第四屆臺中市議員選舉       | 臺中市第十一選舉區 | 中國國民黨 | 25,381  | 26.34% |          |
| 2024 | 第十一屆立法委員選舉       | 臺中市第六選舉區   | 中國國民黨 | 103,630 | 52.10% |          |

## 外部連結
- 羅廷瑋的Facebook專頁
- 羅廷瑋的Youtube （页面存档备份，存于）
- 羅廷瑋的Threads帳號 （页面存档备份，存于）